# Karl-Georg Ahlström
Karl-Georg Johan Ahlström, född 21 september 1929 i Augerums församling, Blekinge län, död 23 augusti 2021 i Uppsala, var en svensk pedagog.
Ahlström, som var son till fabrikör Knut Ahlström och Maria Carle, avlade studentexamen i Karlstad 1948, folkskollärarexamen 1950, blev filosofie kandidat vid Uppsala universitet 1952, filosofie licentiat 1956 samt filosofie doktor och docent i pedagogik vid Uppsala universitet 1962. Han blev amanuens på institutionen för pedagogik 1954, biträdande lärare i pedagogik 1956, extra universitetslektor 1959, universitetslektor 1962 och professor i praktisk pedagogik vid lärarhögskolan i Uppsala 1969. Han var styrelseledamot i Institutet för psykologisk-pedagogisk konsultverksamhet från 1957, ordförande i Uppsala lokalförening av Sveriges psykologförbund från 1961, sekreterare i Uppsala lokalförening av Sveriges docentförbund 1962–1963 och ledamot av Statens råd för samhällsforskning från 1970.